# 中国驻埃及大使列表
本列表为中華民國和中華人民共和國驻埃及历任大使名录。

## 历任中国驻埃及大使

### 附：中华民国驻开罗领事（1935年－1942年）
1935年，中华民国设立驻开罗领事馆。1942年，裁撤领事馆，改设驻埃及公使馆。
| 姓名   | 任命          | 到任          | 递交委任书 | 免职          | 离任 | 外交职务 | 备注 | 备注 |
| ------ | ------------- | ------------- | ---------- | ------------- | ---- | -------- | ---- | ---- |
| 邱祖铭 | 1935年6月29日 | 1935年7月31日 |            | 1942年6月18日 |      | 领事     |      |      |

### 中华民国驻埃及公使（1942年－1948年）
1942年，中华民国开始派遣驻埃及公使。1948年11月14日，公使馆升格为大使馆。
| 姓名   | 任命          | 到任          | 递交国书      | 免职           | 离任          | 外交衔级 | 外交职务     | 备注     | 备注 |
| ------ | ------------- | ------------- | ------------- | -------------- | ------------- | -------- | ------------ | -------- | ---- |
| 林东海 | 1942年5月25日 | 未到任        |               | 1943年9月7日   |               | 公使     | 特命全权公使 |          |      |
| 汤武   | 1942年6月17日 | 1942年7月19日 |               | 1944年1月8日   |               | 一等秘书 | 临时代办     |          |      |
| 许念曾 | 1943年9月7日  | 1944年1月8日  | 1944年1月17日 |                | 1946年1月28日 | 公使     | 特命全权公使 |          |      |
| 张启贤 |               | 1946年1月28日 |               | 1947年8月1日   |               | 一等秘书 | 临时代办     |          |      |
| 何凤山 | 1947年3月8日  | 1947年8月1日  | 1947年8月16日 | 1948年11月14日 |               | 公使     | 特命全权公使 | 升任大使 |      |

### 中华民国驻埃及大使（1948年－1956年）
1948年11月14日，中华民国驻埃及公使馆升格为大使馆，公使何凤山即升任大使。1953年6月18日，埃及共和國成立。1956年5月17日，中华民国宣布与埃及断交并关闭大使馆。
| 姓名   | 任命           | 到任           | 递交国书      | 免职 | 离任          | 外交衔级 | 外交职务     | 备注 | 备注 |
| ------ | -------------- | -------------- | ------------- | ---- | ------------- | -------- | ------------ | ---- | ---- |
| 何凤山 | 1948年11月14日 | 1948年11月14日 | 1949年1月13日 |      | 1956年5月17日 | 大使     | 特命全权大使 |      |      |

### 附：中华人民共和国驻埃及商务代表（1955年－1956年）
1955年8月22日，中埃两国达成互设商务代表处的协议。1956年5月30日，中埃建交，商务代表处成为大使馆附属单位。
| 姓名   | 任命 | 到任      | 免职 | 离任   | 职务     | 备注 | 备注 |
| ------ | ---- | --------- | ---- | ------ | -------- | ---- | ---- |
| 李应吉 |      | 1956年1月 |      | 1956年 | 商务代表 |      |      |

### 中华人民共和国驻埃及、阿联、埃及大使（1956年至今）
1956年5月30日，中华人民共和国与埃及建交后，开派遣驻埃及大使。1958年2月1日，埃及与叙利亚组成阿拉伯联合共和国，中国驻埃及大使陈家康转任驻阿联大使。1971年9月2日，阿拉伯联合共和国更名为阿拉伯埃及共和国，中国驻阿联大使柴泽民仍任驻埃及大使。
| 姓名   | 任命           | 任命           | 到任           | 递交国书       | 免职           | 免职           | 离任           | 外交衔级 | 外交职务     | 备注                       |
| 姓名   | 全国人大常委会 | 主席           | 到任           | 递交国书       | 全国人大常委会 | 主席           | 离任           | 外交衔级 | 外交职务     | 备注                       |
| ------ | -------------- | -------------- | -------------- | -------------- | -------------- | -------------- | -------------- | -------- | ------------ | -------------------------- |
| 陈家康 | 1956年6月13日  | 1956年6月29日  | 1956年7月19日  | 1956年7月22日  | 1958年3月7日   | 1958年2月23日  | 不適用         | 大使     | 特命全权大使 | 兼驻也门，后转任驻阿联大使 |
| 陈家康 | 1958年3月7日   | 1958年2月23日  | 不適用         | 1958年3月15日  | 1965年12月16日 | 1966年1月19日  | 1965年12月26日 | 大使     | 特命全权大使 | 兼驻也门                   |
| 黄华   | 1965年12月16日 | 1966年1月19日  | 1966年3月22日  | 1966年3月28日  | 不適用         | 不適用         | 1969年7月14日  | 大使     | 特命全权大使 |                            |
| 尹德馨 | 不適用         | 不適用         | 1969年7月14日  |                | 不適用         | 不適用         | 1970年6月27日  | 参赞     | 临时代办     |                            |
| 柴泽民 | 不適用         | 不適用         | 1970年6月27日  | 1970年7月4日   | 不適用         | 不適用         | 1974年9月2日   | 大使     | 特命全权大使 |                            |
| 张彤   | 不適用         | 不適用         | 1974年9月      | 1974年10月29日 | 1977年10月24日 | 不適用         | 1977年5月17日  | 大使     | 特命全权大使 |                            |
| 姚广   | 1977年10月24日 | 不適用         | 1977年7月26日  | 1977年7月31日  | 1979年11月29日 | 不適用         | 1980年2月      | 大使     | 特命全权大使 | 兼驻吉布提                 |
| 刘春   | 1980年4月16日  | 不適用         | 1980年4月      |                | 1983年3月5日   | 不適用         | 1982年8月18日  | 大使     | 特命全权大使 |                            |
| 丁国钰 | 1982年11月19日 | 不適用         | 1982年12月10日 | 1982年12月12日 | 1984年7月7日   | 1984年12月14日 | 1984年10月     | 大使     | 特命全权大使 |                            |
| 温业湛 | 1984年7月7日   | 1984年12月14日 | 1985年2月      | 1985年2月26日  | 1987年6月23日  | 1987年8月15日  | 1987年7月      | 大使     | 特命全权大使 |                            |
| 詹世亮 | 1987年6月23日  | 1987年9月9日   | 1987年9月      | 1987年9月29日  | 1991年9月4日   | 1991年11月9日  | 1991年11月     | 大使     | 特命全权大使 |                            |
| 朱应鹿 | 1991年9月4日   | 1991年11月9日  | 1991年11月     | 1991年11月13日 | 1993年7月2日   | 1994年1月13日  | 1993年12月     | 大使     | 特命全权大使 |                            |
| 杨福昌 | 1993年7月2日   | 1994年1月13日  | 1994年1月      | 1994年3月21日  | 1998年11月4日  | 1999年1月8日   | 1998年12月     | 大使     | 特命全权大使 |                            |
| 安惠侯 | 1998年11月4日  | 1999年1月8日   | 1998年12月26日 | 1999年3月15日  | 2001年4月28日  | 2001年9月11日  | 2001年8月      | 大使     | 特命全权大使 |                            |
| 刘晓明 | 2001年4月28日  | 2001年9月11日  | 2001年9月1日   | 2001年9月22日  | 2003年6月28日  | 2003年9月28日  | 2003年9月      | 大使     | 特命全权大使 |                            |
| 吴思科 | 2003年6月28日  | 2003年9月28日  | 2003年9月21日  | 2003年10月1日  | 2007年6月29日  | 2007年12月6日  | 2007年10月     | 大使     | 特命全权大使 | 兼驻阿盟                   |
| 武春华 | 2007年6月29日  | 2007年12月6日  | 2007年11月13日 | 2008年6月16日  | 2009年12月26日 | 2010年10月25日 | 2010年10月     | 大使     | 特命全权大使 | 兼驻阿盟                   |
| 宋爱国 | 2009年12月26日 | 2010年10月25日 | 2010年10月26日 | 2010年12月5日  | 2019年1月30日  | 2019年7月4日   | 2019年5月      | 大使     | 特命全权大使 | 兼驻阿盟                   |
| 廖力强 | 2019年1月30日  | 2019年7月4日   | 2019年6月14日  | 2019年9月16日  | 现任           |                |                | 大使     | 特命全权大使 | 兼驻阿盟                   |